# Léonard She Okitundu
Léonard She Okitundu Lundula, né le 26 mars 1946 à Lodja en république démocratique du Congo, est un homme politique du  Congo-Kinshasa. 
Membre de la Majorité Présidentielle (MP) et cofondateur du Parti du Peuple pour la Reconstruction et la Démocratie (PPRD), il est actuellement député national et sénateur dans la province du Sankuru .

## Biographie

### Enfance et études
Léonard She Okitundu est né le 26 mars 1946 à Lodja dans la province du Sankuru, province d’origine de Patrice Émery Lumumba en république démocratique du Congo (RDC). Il est père de deux enfants et déjà grand-père.
Juriste de formation, il entame des études de droit à l’université Lovanium à Kinshasa. Étudiant, Léonard She Okitundu s’affiche comme lumumbiste et s’oppose au régime autoritaire du Zaïre de Mobutu Sese Seko. Victime de la répression policière au sein des campus universitaires zaïrois, il est contraint à l’exil et se réfugie en Suisse dès 1973 où il obtient le statut de réfugié politique.

### Carrière

#### Exil et militantisme en Suisse
Durant son exil  en Suisse, Léonard She Okitundu combine ses activités de lutte contre la dictature avec celles de militant des droits de l’homme et des libertés fondamentales. 
Sa carrière débute chez SOS-Asile Vaud et dans le comité suisse pour la défense du droit d’asile. Il travaille en tant que membre de la ligue suisse des droits de l’homme praticien du droit d’asile. En Europe, il milite pour le respect du principe sacré du non-refoulement tout en consacrant une grande partie de ses activités à la protection des immigrés. 
Pendant quinze ans (1982 – 1997), She Okitundu intervient comme expert en droit international auprès des bureaux de consultation juridique de Caritas (Genève, Suisse).
À ce titre, il pratique au quotidien les instruments internationaux portant sur les droits de l’homme, les procédures de saisine des instances telles que la Commission et la Cour européenne des droits de l’homme ou encore le comité des Nations-unies contre la torture.  
Membre du groupe des juristes d’Amnesty International, il participe à la conférence des permanences de défense des requérants d’asile en Suisse. Il adhère au réseau européen des juristes défendant le droit d'asile, et ainsi durant vingt ans, il anime de nombreuses rencontres internationales consacrées au droit d’asile et à la protection des immigrés en Europe. Ce contexte lui offre l’occasion de fréquenter les réseaux qui préparent l’alternance au pouvoir de Mobutu. Il y exerce déjà un rôle majeur auprès des principaux acteurs qui forgeront la suite de sa carrière professionnelle.

#### Politique
En 1996 la première guerre du congo éclate, elle prendra fin le 16 mai 1997, avec la victoire des troupes de l’alliance des forces démocratiques pour la libération du Congo (AFDL). Mobutu Sese Seko s’exile au Maroc et Laurent-Désiré Kabila prend le pouvoir à Kinshasa. Le Zaïre devient la République démocratique du Congo.
En septembre 1997, le président congolais Laurent-Désiré Kabila nomme Léonard She Okitundu comme son ambassadeur itinérant. Sur demande du chef de l’état, il met sur pied et anime une cellule chargée des thématiques de protection des droits de l’homme et des libertés fondamentales.
En août 1998, la deuxième guerre du Congo est déclarée. Le 15 mars 1999, Laurent-Désiré Kabila, nomme She Okitundu ministre des droits humains. Il occupe cette fonction durant plus d'une année avant de se voir confier, en novembre 2000, le poste de ministre des affaires étrangères et de la coopération internationale.
Le 16 janvier 2001, Laurent-Désiré Kabila est assassiné. Joseph Kabila Kabange succède à son père et maintient She Okitundu à la tête de la diplomatie congolaise. Ce dernier participe alors activement aux importantes négociations qui conduisent aux Accords de Sun City et au rétablissement de la paix au Congo au début de l’année 2003.
En janvier 2004, après la mise en place du gouvernement de transition à la suite des accords de Sun City, le président Joseph Kabila rappelle She Okitundu pour lui confier successivement deux missions à hautes responsabilités : ambassadeur itinérant de la présidence (2004 – 2005), et directeur de cabinet du président de la République (2005 – 2007),,.
Aux élections de novembre 2006, il est élu sénateur du Kasaï-Oriental et se présente comme candidat à la présidence du Sénat. Mais le poste est remporté par Léon Kengo Wa Dondo l'ancien premier ministre de Mobutu Sese Seko. She Okitundu exercera sa fonction de sénateur sans interruption jusqu’en 2016.
Léonard She Okitundu mène les débats en tant que rapporteur de la majorité présidentielle lors du dialogue politique national de la fin d’année 2016.
Ces discussions sous l’égide de l’Union africaine aboutissent à l’accord du 18 octobre 2016, qui entrainera la nomination de Samy Badibanga de l’UDPS, au poste de Premier ministre. She Okitundu est un des co-signataires de l’accord.  
En décembre 2016, le chef de l’état congolais lui confie une nouvelle fois la gestion de la diplomatie de la République démocratique du Congo en le nommant Vice-Premier ministre, ministre des affaires étrangères et de l’intégration régionale,. 
Le 6 avril 2017, le Premier ministre Samy Badibanga démissionne à la suite de l'accord négocié sous l'égide de l'Église catholique qui prévoit que le poste de Premier ministre revienne à un autre membre de l’opposition. Bruno Tshibala, lui aussi de l'UDPS, est nommé Premier ministre le 7 avril 2017 et Leonard She Okitundu est confirmé dans ses fonctions.
À l'issue des élections législatives et sénatoriales de mars 2019, She Okitundu est élu député national et sénateur dans la province du Sankuru. Étant donné l'incompatibilité entre sa fonction au sein du gouvernement et son mandat parlementaire, She Okitundu démissionne de son poste de vice-premier ministre, ministre des affaires étrangères et de l’intégration régionale. Il est remplacé par Alexis Thambwe Mwamba.